# USS Robert E. Peary (DE-1073)
La USS Robert E. Peary (DE-1073/FF-1073) fue una fragata de la clase Knox botada en 1971. Prestó servicio con la Armada de los Estados Unidos y fue transferida a la República de China, donde sirvió como ROCS Chi Yang hasta 2014.

## Construcción
Fue construida por Lockheed Shipbuilding and Dry Dock Company de Seattle (Washington). Fue colocada la quilla el 20 de diciembre de 1970. El casco fue botado el 23 de junio de 1971; y entró en servicio el 23 de septiembre de 1972.

## Historia de servicio
En 1992 fue vendida a la marina de guerra de la República de China, donde su nombre cambió a ROCS Chi Yang (FF-932). Pasó al retiro en 2014 y posteriormente fue hundida como blanco naval.

## Nombre
Su nombre honraba a Robert E. Peary, explorador conocido por alcanzar primera vez el polo norte (en 1920). Los otros buques que llevaron su nombre habían sido los DD-226 y DD-132.